# Tignieu-Jameyzieu
Tignieu-Jameyzieu – miejscowość i gmina we Francji, w regionie Owernia-Rodan-Alpy, w departamencie Isère.
Według danych na rok 1990 gminę zamieszkiwało 4616 osób, a gęstość zaludnienia wynosiła 347 osób/km² (wśród 2880 gmin regionu Rodan-Alpy Tignieu-Jameyzieu plasuje się na 186. miejscu pod względem liczby ludności, natomiast pod względem powierzchni na miejscu 888.).